# Theridion elisabethae
Theridion elisabethae là một loài nhện trong họ Theridiidae.
Loài này thuộc chi Theridion. Theridion elisabethae được Carl Friedrich Roewer miêu tả năm 1951.